# François Guyet
François Guyet (* 1575 in Angers; † 12. April 1655 in Paris) war französischer Philologe.

## Leben
Guyet, aus einer vornehmen, aber armen Familie stammend, kam 1599 nach Paris, war zweimal (das zweite Mal als Erzieher des späteren  Cardinal de La Valette Louis de Nogaret de La Valette d’Épernon) in Rom, lebte hierauf zurückgezogen, als Genosse von Jacques-Auguste de Thou, Pierre Dupuy und Gilles Ménage, ein wahres Gelehrtenleben im Collège de Bourgogne.
Guyet überragt als kühner, aber auch genialer Kritiker die meisten seiner zeitgenössischen Landsleute. Seine Arbeiten erschienen alle erst nach seinem Tod; so die Noten zu Terenz (hrsg. von Böcler, Straßburg 1657), die zu Hesiod in Graevius’ Ausgabe (Amsterdam 1667), die zu Hesychios in der Leidener Ausgabe von 1668, die zu Statius in der Ausgabe von Marolles, die zu Lukian von Samosata in Le Clercs Ausgabe von 1687 und die zu Lucanus in der Leidener Ausgabe von 1728.